# Jacques-Gervais Subervie
Jacques-Gervais Subervie, né le 1er septembre 1776 à Lectoure, dans l'actuel département du Gers, et mort le 10 mars 1856 à Ligueux, en Gironde, est un général français de la Révolution et de l’Empire et homme politique de la monarchie de Juillet et de la Seconde République.

## Biographie

### Origines familiales et jeunesse
Il est à noter que le général Subervie a usurpé l'identité de l'un de ses frères, né en 1776. En réalité, il est né en 1772 avec le nom de Gervais Protais Subervie.

### La Révolution française
Il entre dans l'armée le 20 juin 1792, comme lieutenant[réf. nécessaire] au 2e bataillon de volontaires du Gers et sert dans l'armée des Pyrénées. Capitaine le 21 septembre 1793, il est appelé à l'état-major général en qualité d'adjoint à l'adjudant-général Lagrange le 5 novembre 1794. Réformé à la suite de la suppression de l'armée des Pyrénées le 12 octobre 1795, il passe aide de camp du général Lannesà l'armée d'Italie le 4 septembre 1797. Il fait avec distinction les campagnes qui précèdent les traités de Campo-Formio et de Lunéville. En mai 1798 il prend part à la campagne d’Égypte, coopère à la prise de Malte, mais y tombe malade et y sert auprès du général Vaubois jusqu'à la capitulation de l'île le 3 septembre 1800.

### Le Consulat et l'Empire
De retour en France, il reprend ses fonctions d'aide de camp du général Lannes, et il est nommé chef d’escadron 18 avril 1803. Envoyé à l'armée des côtes de l'Océan en 1804, il est fait chevalier de la Légion d'honneur le 14 juin 1804, puis il est employé à la Grande Armée en Autriche, en Prusse et en Pologne de 1805 à 1807. Il reçoit son brevet de colonel du 10e régiment de chasseurs à cheval le 27 décembre 1805, après sa brillante conduite à Ulm du 15 au 20 octobre 1805 et à Austerlitz le 2 décembre suivant, lors de laquelle il est blessé d'un coup de feu après avoir eu un cheval tué sous lui.
Après avoir fait la campagne de Prusse dans le corps du maréchal Ney et avoir pris part à la bataille d'Iéna le 14 octobre 1806, pendant laquelle il enlève une batterie de dix canons, après avoir enfoncé un régiment de cuirassiers saxons, il poursuit l'ennemi en direction de Magdebourg et détruit des éléments de cavalerie qui se sont portés du côté de Brunswick. Après la prise de Magdebourg le 8 novembre suivant, il est à l'avant garde des éléments qui franchissent la Vistule à Toruń en Pologne. Le 6 février 1807 il prend part au combat de Hoff contre les troupes russes, puis à la bataille d'Eylau le 8 février. À cette occasion, il est blessé à l'épaule droite et a un cheval tué sous lui. Le 15 mai 1807 il est nommé officier de la Légion d'honneur. Le 12 juin, après la bataille d'Heilsberg, il poursuit l'ennemi en direction de Friedland. Lors de la bataille de Friedland le 14 juin, il fait plusieurs charges efficaces. Le 15, il poursuit l'ennemi sur Intersbourg, fait 200 prisonniers et arrive le 16, sur le Niémen où il prend un convoi considérable de voitures et de munitions après avoir dispersé la troupe qui en formait l'escorte. À la paix de Tilsitt, le 9 juillet 1807, Subervie rentre en France.
De 1808 à 1811, il fait les campagnes en Espagne et au Portugal. Les premiers jours de juin 1808, il marche sur Torquemada, disperse un gros contingent ennemi, se porte ensuite sur Palencia et Valladolid où son régiment sabre l'arrière-garde de l'armée espagnole du général Gregorio García de la Cuesta. Le 14 juillet lors de la bataille de Medina de Rioseco, les charges de son régiment assurent le gain de la victoire. Lors de la retraite de l'armée française sur l'Èbre, il participe à la bataille de Burgos le 10 novembre 1808, et après la bataille de Somosierra le 30 novembre, à la prise de Madrid le 4 décembre.
Le 21 mars 1809 il poursuit l'arrière-garde du général Cuesta sur la route de Truxillo, tout près de Miajadas, lorsqu'il est enveloppé de toutes parts dans les collines boisées où la cavalerie espagnole s'est placée en embuscade. Il ne doit son salut et celui de son régiment qu'au sang-froid et à l'intrépidité avec lesquels il résiste à des forces sept fois plus nombreuses, dont il parvient à se dégager. Le 28 mars à la Bataille de Medellín, son régiment passe le premier le Guadiana, et charge les lignes d'infanterie qui sont dispersées. Les 27 et 28 juillet, il participe à la bataille de Talavera. Il est créé baron d'Empire le 28 novembre 1809.
En 1810 et 1811, il contribue à la dispersion du corps d'armée anglais du général Blake dans le royaume de Murcie, et est cité parmi les officiers supérieurs qui se distinguent particulièrement pendant cette campagne, notamment aux sièges de diverses places et à la bataille de Sagonte le 25 octobre 1811. Ses actions lui valent le grade de général de brigade le 6 août 1811.
Il fait la campagne de 1812 en Russie. Le 5 juillet il charge la division du général Korf et la rejette sur la Desna après lui avoir fait subir une perte de 200 prisonniers. Il est au combat d'Incowo le 8 août. Il est également grièvement blessé à la cuisse droite et a un cheval tué sous lui lors de la Moskova le 7 septembre. Il est fait commandeur de la Légion d'honneur le 11 octobre. Durant la campagne de Saxe en 1813, il prend part à plusieurs affrontements redoutables. Combat de Wethau les 9 et 10 octobre, bataille de Leipzig du 16 au 19 octobre, et à Hanau les 30 et 31 octobre. Lorsque l'armée a passé le Rhin, Subervie se rend en Haut-Alsace. Il est fait chevalier de l'ordre de la Couronne de fer le 8 décembre 1813. Du 24 au 31 décembre ont lieu les Combats de Sainte-Croix-en-Plaine où les troupes françaises s'opposent à l'avancée des troupes austro-hongroises de l'armée de Bohême en territoire français.
En 1814 il combat à Saint-Dié le 27 janvier, à Saint-Dizier le 28 janvier, à Brienne le 29 janvier, à La Rothière le 1er février, à Champaubert le 10 février, à Mormant le 17 février, à Montereau le 18 février, à Sézanne le 4 mars où il est blessé de plusieurs coups de lance, à Saint-Dizier le 22 mars, puis est blessé de trois coups de lance lors de la défense de Paris le 30 mars. Il devient général de division le 3 avril 1814, mais sa nomination est annulée le 8 avril par un arrêté du gouvernement provisoire.

### La Première Restauration et les Cent-Jours (1814-1815)

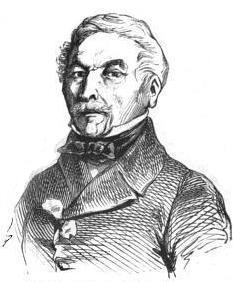
Jacques-Gervais Subervie, ministre de la Guerre (portrait de 1849).

Le roi le fait chevalier de l'ordre royal et militaire de Saint-Louis le 19 juillet 1814, et il le confirme dans son grade de lieutenant-général le 23 juillet suivant. Il est mis en non-activité et en demi-solde le 1er septembre 1814. En 1815, durant les Cent-Jours, il reprend du service le 3 juin 1815, comme commandant de la 5e division de cavalerie légère à l'armée du Nord, et il combat à Ligny le 16 juin puis à Waterloo le 18 juin. Après la défaite, il rejoint le général Pajol à l'armée de la Loire.

### La Restauration et la monarchie de Juillet (1815-1848)
Il est mis en non activité dès le retour des Bourbons le 7 août 1815, puis en disponibilité le 1er avril 1820, et il est admis à la retraite le 16 février 1825. La révolution de 1830 le réintègre dans l’armée, il commande la 1re division militaire le 30 juillet 1830, puis est inspecteur général de la cavalerie le 3 septembre 1830. Relevé de la retraite et compris dans le cadre d'activité de l'état-major général le 7 février 1831, il est disponible le 1er juillet 1831. Élu député du Gers le 5 juillet 1831, il fait partie de l’opposition libérale. Inspecteur général pour 1834, du 12e arrondissement de cavalerie le 14 juin 1834, il est réélu député le 21 juin 1834. Membre du comité de l'infanterie 29 octobre 1834, il est inspecteur général pour 1835, du 8e arrondissement de cavalerie le 6 juin 1835, pour 1836, dans le 3e arrondissement de cavalerie le 6 juin 1836, et il est compris comme disponible le 1er décembre 1836. Réélu député de Lectoure le 4 novembre 1837, par 178 voix sur 298 votants et 405 inscrit, il échoue le 2 mars 1839 contre Salvandy, qui opte pour Nogent-le-Rotrou, il est alors réélu par 265 voix sur 343 votants.
Inspecteur général pour 1839, du 1er arrondissement de cavalerie le 17 juin 1839, pour 1840, du 10e arrondissement de cavalerie le 21 juin 1840, et il est placé dans la section de réserve le 2 septembre 1841. Il échoue le 9 juillet 1842, contre Salvandy, et le remplace à Nogent-le-Rotrou le 24 septembre 1842, avec 161 voix sur 308 votants. Il est réélu le 1er août 1846, par 163 voix pour 317 votants et 359 inscrits.

### La Seconde République
Après la révolution de février 1848, il devient ministre de la Guerre du gouvernement provisoire le 25 février, mais démissionne le 19 mars. Il est nommé grand chancelier de la Légion d'honneur le 4 mars 1848, et il est élevé au grade de Grand-croix de la Légion d'honneur le 11 décembre 1848. Il est admis à la retraite le 8 juin 1848. Aux élections à la Constituante, il est choisi comme député républicain par le département d’Eure-et-Loir le 23 avril 1848 et il est remplacé dans ses fonctions de grand chancelier de la Légion d'honneur le 23 décembre 1848. Il est réélu le 5e sur 6 représentant d'Eure-et-Loir à l'assemblée Législative le 13 mai 1849, par 21 769 voix sur 63 593 votants et 84 674 inscrits.
Relevé de la retraite et replacé dans la section de réserve le 1er janvier 1853, il meurt le 10 mars 1856, au château de Parenchère à Ligueux.

## Armoiries
| Figure | Blasonnement |
|        | Armes du baron Subervie et de l'Empire. Écartelé : au I, d’azur à la tour d’argent adextrée d’un avant-mur crénelé du même, soutenu de sinople ; au II, du quartier des barons militaires ; au III, d’azur au cheval ruant d’or ; au IV, d’azur au chevron d’or. |